# Mattexey
Mattexey település Franciaországban, Meurthe-et-Moselle megyében. Lakosainak száma 64 fő (2022. január 1.). Mattexey Giriviller, Magnières, Seranville, Vallois és Clézentaine községekkel határos.

## Népesség
A település népességének változása:
| Lakosok száma | 70   | 44   | 52   | 72   | 66   | 64   | 67   | 67   | 67   | 64   |
|               | 1968 | 1982 | 1990 | 2006 | 2013 | 2015 | 2017 | 2019 | 2020 | 2022 |